# 轉身戲劇節
轉身戲劇節是由數個台灣北部大學戲劇性社團聯合自主籌辦的大學戲劇聯演活動，多於春季舉辦。早期參與團隊以台大話劇社、師大話劇社、中興法商戲劇社、政治大學戲劇社等四校為中心。在第14屆以前完全以大學非本科系學生為主，僅第15屆有國立臺北藝術大學戲劇學系與台灣藝術大學戲劇系學生自行組隊參與。
類似性質的活動包含劇樂部劇團所發起的青年才俊戲劇節（劇團主辦，大學社團參與比賽）、青少年表演藝術聯盟主辦的花樣年華青少年戲劇節（聯盟主辦，高中社團參與比賽）、國立臺灣藝術教育館舉辦學生表演藝術聯演（官方主辦，以專業學系發表為主）。

## 起源
1999年全國大專盃話劇比賽初賽後，前一年獲獎的政大話劇社與中興法商（今台北大學）戲劇社因紛紛落選，故打算用前一年獲得的獎金自行籌辦聯合公演。以政大話劇社與中興法商戲劇社為首，邀集台大話劇社與師大話劇社參與，於知新廣場（今永豐餘大樓地下室）舉辦首次聯合公演。「轉身」之名源於「轉身之間」，意思是當人們轉身望向自己的影子時對自身內心的省思。
隔年因921大地震發生，全國大專盃話劇比賽主辦單位因此停辦，故各校戲劇社遂有續辦轉身戲劇節的計畫。
從第三屆開始的企劃書與新聞稿，開始出現「921地震後，為了讓人們有個釋放不安情緒的出口，慰藉受創的心靈，進一步達到『走出陰霾，展望明天』的目標。」的說法，但因首次聯合公演時間早於921大地震之前，與原本流傳的說法不符。故第16屆轉身戲劇節舉辦前，北大戲劇社訪問第一屆創立的學長姐，得到接近事實的版本。

## 演出列表
| 年份 | 主標題                        | 地點                                                        | 參與學校與劇目 |  |
| ---- | ----------------------------- | ----------------------------------------------------------- | --- |  |
| 1999 | 轉身藝術節                    | 知新廣場                                                    | - 中興法商(即台北大學 當時尚未改制)[絕對之灰色地帶] - 政大[一直下雨的房間]、[圈圈](圈圈編導：林欣怡，演員：林欣怡、鄭湘玲) - 台大[二乘以三等於零的五次方] - 師大[(待補)] |  |
| 2000 | 轉身戲劇節第二屆聯合公演      | 耕莘小劇場（今耕莘文教院）                                  | - 3/27 六校合作義演[賴英秀Lying show] - 3/28、31 實踐、政大[Snow White] - 3/29、4/1東吳、師大[The End?] - 3/30、4/2台大[我以為你相信我，結果我錯了，你們都一樣]、中興(即北大)[Day & Night] |  |
| 2001 | 第三屆轉身戲劇節              | 耕莘小劇場（今耕莘文教院）                                  | - 3/22、25 師大[(待補)]、北大[無重力由衷] - 3/23、24 台大[後青春期的內分泌失調]、實踐[等待果陀] |  |
| 2002 | 歡樂心、劇場情 歡喜相招來看戲 | 耕莘小劇場(當年發生331地震，當時台大裝台中，震後該劇場拆除) | - 3/22、31 台大[凱特的氣球]、師大[孤獨變奏曲] - 3/23、29 實踐[蝙蝠]、政大[蹲在我身邊](編導：鄭湘玲，演員：鄭湘玲、薛思齊) - 3/24、30 北大[映]、國北師[頹廢遊戲之罪與罰] |  |
| 2003 | 調戲                          | 牯嶺街小劇場                                                | - 3/14、15 台大、國北師 - 3/16、23政大、實踐 - 3/21、23 北大、師大 |  |
| 2004 | 今夕是何戲?                   | 知新廣場                                                    | - 3/27、28台大[明天]、師大[情流感-致你們所謂的愛戀] - 4/03、04國北師[小人物先生]、北大[開麥拉之前] |  |
| 2005 | 異。                          | 牯嶺街小劇場                                                | - 3/05、06文化[瑣事]、國北師[１：１３ｐｍ] - 3/12、13政大[排練遺忘的第n個場景]、台大[ad-lib players] - 3/19、20師大[逃亡]、北大[二念] |  |
| 2006 | 脫光光去旅行 六校聯合盛大公演 | 牯嶺街小劇場                                                | - 4/1~2 國立政治大學（小開的故事）及 國立臺北大學（王子與公主） - 4/8~9 國立師範大學（音樂盒）及 國立臺北教育大學（假高潮Don't Know Why I Didn't Come?） - 4/15~16 國立臺灣大學（河流）及 國防大學醫學院（荒原） |  |
| 2007 | 禁止飲時 六校聯合盛大公演     | 皇冠小劇場                                                  | - 國防醫學大學《沙漏＠風化的情歌》 - 國立政治大學《When I Live by the Garden and the Sea》 - 國立台北大學《時止鐘止小拇指》 - 國立台灣大學《拇指姑娘的越人歌》 - 國立台北教育大學《敏感帶》 - 國立台灣師範大學《間歇點 pause》 |  |
| 2008 | 轉身十轉 八校聯合盛大公演     | 皇冠小劇場                                                  | - 3/8~3/9世新大學《心的方向》、國防醫學院《無能為力的夢境》 - 3/22~3/23 政治大學《冷屁股》、臺灣大學《星期八》 - 3/29~3/30淡江大學《告別之夜》、臺北大學《原點》 - 4/5~4/6 國北教大《動物性感傷》、臺灣師大《做學生的還是好好唸書啦！》 |  |
| 2009 | 新開始，不止息                | 表演三十六房、皇冠小劇場                                    | - 3/28~3/29 政大戲劇社《逃亡者》、東吳話劇社《修曼里茲》 - 4/25~4/26 師大話劇社《有 時》、北教大話劇社《後青春期的詩》 - 5/2~5/3 北大戲劇社《牽》、台大話劇社《製造愛情》 |  |
| 2010 | 大卸八塊                      | 皇冠小劇場                                                  | - 3/06(六)14:30、19:30 & 3/07(日)14:30 國立臺北大學、中國文化大學《不在》、《用下個腦啦》 - 3/13(六)14:30、19:30 & 3/14(日)14:30 輔仁大學、國立政治大學 《我騷，故我在》、《小村日和》 - 3/20(六)14:30、19:30 & 3/21(日)14:30 東吳大學，國立台灣大學《90 x 90》、《Rainbow tell》 - 3/27(六)14:30、19:30 & 3/28(日)14:30 國立台北教育大學《蟻箱》、國立臺灣師範大學《「親愛的，我們不戴套好嗎？」》 |  |
| 2011 | 六度分離                      | 牯嶺街小劇場                                                | - 3/15~17(二~四)19:30 中國文化大學、台灣師範大學 - 3/19(六)14:30、19:30 & 3/20(日)19:30 國立台灣大學、國立政治大學 - 3/26(六)14:30、19:30 & 3/27(日)14:30 國立臺北大學、國立台北教育大學 |  |
| 2012 | 三個笨蛋                      | 南海藝廊                                                    | - 《一個殺手的故事》-- 師大戲劇社 - 《戲裡戲外》-- 台北大學戲劇社 - 《在86400秒之前》-- 國立台北教育大學戲劇社 |  |
| 2013 | 轉身變形                      | 表演36房                                                    | - 北大《腥聞劫目》、政大《燧始》 - 國防醫《自剖》、國立臺北藝術大學戲劇學系《誰殺了我的孩子？》 - 臺藝大《是的，達馬》、國北教《質變》 |  |
| 2014 | 超日常行動／釋放60萬億個潛力  | 淡江大學實驗劇場                                            | - 國立台北大學《明天》 - 國立台北教育大學《女孩好餓》 - 淡江大學《海灘上的桌子》 - 國立政治大學《龍與櫃》 |  |
| 2015 | 發生·發聲                     | 表演36房、淡江大學實驗劇場                                  | - 3/28 & 3/29 國立政治大學、世新大學《掰啦女孩》 - 4/11 & 4/12 淡江大學實驗劇團《廚房》 - 4/11 & 4/12 東吳大學《時終以後》 |  |
| 2018 | 重生                          | 華山烏梅劇場                                                | - 5/10 政治大學《Leviathan之死》＆台灣大學《相約跳海之夜》 - 5/12 台北大學《三角地帶》＆東吳大學《三個願望》 - 5/13 文化大學《游泳池（沒水）》 |  |

## 曾經參與轉身的創作者
- 楊婕，電影工作者，政大戲劇社，在學時期即以學生作品《祖慧老師和她的夢中情人》(Her Dream Lovers)入圍獲選2012年 第65屆 坎城影展 短片角落單元 (Short Film Corner) 觀摩片，現於美國哥倫比亞大學藝術學院進修中。
- 謝孟聰劇場工作者，師大戲劇社，現任仁愛國中老師，創立「第四人稱表演域」
- 張玉芬劇場工作者，中興法商戲劇社，創立「鬼娃株式會社劇團」
- 顏亦慈視覺藝術家，國北教傅菁戲劇社，曾於河床劇團第二屆開房間系列發表《外人》
- 林季鋼[8]，師大機電系99級，話劇社社長[9]，詩人[10][11]，劇場工作者，曾任寶藏巖國際藝術村駐村藝術家[12]。於2007年《間歇點 pause》、2008年《做學生的還是好好唸書啦！》擔任演員，2010年《「親愛的，我們不戴套好嗎？」》、2013年《誰殺了我的孩子？》[13]擔任導演。

## 相關連結
- 【轉身戲劇節】粉絲專頁（第14屆開始啟用）https://www.facebook.com/turnarounddrama14
- 第九屆劇評【第九屆轉身戲劇節：台北教育大學＆台灣師範大學－《敏感帶、間歇點pause》】http://blog.xuite.net/ringfan/drama/11017354 （页面存档备份，存于）
- 第15屆劇評【一個劇場兩樣情──轉身戲劇節《是的，達馬》與《質變》】http://pareviews.ncafroc.org.tw/?p=5953 （页面存档备份，存于）
- 台灣大學戲劇研究所碩士論文，陳懷萱【大學院校戲劇社團與現代戲劇發展關係初探─以台北地區為範圍】http://handle.ncl.edu.tw/11296/ndltd/18504109412925297202
- 第十七屆轉身戲劇節粉專